# Кокоринское сельское поселение
Кокоринское се́льское поселе́ние — муниципальное образование в Кош-Агачском муниципальном районе Республики Алтай Российской Федерации.
Административный центр — село Кокоря.

## История
Статус и границы сельского поселения установлены Законом Республики Алтай от 13 января 2005 года № 10-РЗ «Об образовании муниципальных образований, наделении соответствующим статусом и установлении их границ».

## Население
| 2010 | 2011  | 2012 | 2013 | 2014 | 2015 | 2016 | 2017 | 2018 |
| ---- | ----- | ---- | ---- | ---- | ---- | ---- | ---- | ---- |
| 1056 | ↗1060 | ↘993 | ↘981 | →981 | ↘977 | ↘941 | ↘925 | ↘898 |
| 2019 | 2020  | 2021 |      |      |      |      |      |      |
| ↗899 | ↗932  | ↗937 |      |      |      |      |      |      |

## Состав сельского поселения
| № | Населённый пункт | Тип населённого пункта       | Население |
| - | ---------------- | ---------------------------- | --------- |
| 1 | Кокоря           | село, административный центр | ↗937      |